# Motín de Sicilia
El motín de Sicilia fue una rebelión del ejército español acantonado en la isla de Sicilia durante el siglo XVI, bajo el mandato del virrey Ferrante I Gonzaga.
Tras socorrer la plaza de Túnez, los 4000 hombres del Tercio Viejo de Sicilia estaban a punto de sublevarse a causa de los continuos retrasos en las pagas, de modo que bajo la promesa de darles lo que se les debía fueron enviados a Sicilia. Una vez allí, el dinero seguía sin llegar, por lo que los soldados se amotinaron y eligieron como su jefe a un tal Heredia, que había sido monje predicador, y se hicieron con las posiciones españolas en Sicilia, obteniendo el control de la situación.
Ferrante Gonzaga, viendo que era imposible calmarlos ni con las armas les envió embajadas de paz formadas por capitanes como Sancho Alarcón, Álvaro de Sande o Juan Varga. Se decidió que se haría una misa, presidida por Heredia donde amotinados y capitanes se jurarían la paz cuando el monje levantase la hostia.
Cuando llegó el momento todos los hombres alzaron la mano derecha para jurar sobre la hostia, pero Gonzaga no levantaba la mano. Un soldado amotinado increpó al virrey:

Señor virrey, alzad la mano ante el cuerpo de Dios. Si no la alzais, nos apartamos del juramento, quebramos la paz y guerra en adelante.

Al fin, Gonzaga juró, pero hechas las paces, vengó la afrenta: distribuyó a los soldados en diferentes guarniciones, a muchos los ahorcó y otros eran arrojados al mar. Los supervivientes fueron enviados a la isla de Lipari, donde murieron de hambre y de sed. Pronto las costas sicilianas arrastraban a centenares de muertos.
La opinión pública en España se encolerizó con la noticia. El Consejo de Estado abrió una investigación, encontrando a Gonzaga culpable de la muerte de los amotinados. Carlos I de España tuvo que entrar en defensa de Gonzaga, amigo del rey por su arrojo en la Jornada de Túnez, y lo salvó de la muerte, pero no de los insultos de los españoles que vieron en Gonzaga un asesino de masas, pues podría haber mandado a los amotinados a morir por España contra los turcos.